# Prée-d'Anjou
Prée-d'Anjou is een gemeente in het Franse departement Mayenne (regio Pays de la Loire). De plaats maakt deel uit van het arrondissement Château-Gontier. Prée-d'Anjou is op 1 januari 2018 ontstaan door de fusie van de gemeenten Ampoigné en Laigné. De gemeente telde 1.392 inwoners op 1 januari 2022..

## Geografie
De oppervlakte van Prée-d'Anjou bedroeg op 1 januari 2022 42,66 vierkante kilometer; de bevolkingsdichtheid was toen 32,6 inwoners per km².